# نوری آلدن
نوری آلدن (انگلیسی: Norrie Alden؛ ۳ نوامبر ۱۹۰۹ – ۱۹۸۰) بازیکن فوتبال اهل ولز بود.
از باشگاه‌هایی که در آن بازی کرده‌است می‌توان به باشگاه فوتبال اولدهام اتلتیک، باشگاه فوتبال لیورپول، باشگاه فوتبال مرثر تاون، و باشگاه فوتبال ساوتپورت اشاره کرد.